# Glåmos
Glåmos  is een plaats en voormalige gemeente in Noorwegen. De gemeente lag in de toenmalige fylke Sør-Trøndelag. De gemeente ontstond in 1926 als afsplitsing van Røros. In 1964 werd de gemeente weer toegevoegd aan Røros. De oude gemeente bestaat nog als parochie van de Noorse kerk. Het dorp ligt aan de rivier de Glomma, waarvan ook de naam is afgeleid.
In het dorp staat een kerk uit 1926. Het station aan Rørosbanen dateert uit 1877 en is een beschermd monument.